# Назад до СРСР (фільм, 1992)
Назад до СРСР (англ. Back in the U.S.S.R.) — американський кримінальний трилер 1992 року.
Перший фільм США, повністю знятий у Москві, Росія.

## Сюжет
У часи перебудови американський студент Арчер Слоун приїжджає у Москву. Там він знайомиться з дівчиною Оленою і внаслідок цього опиняється у вирії кримінальних подій. До Слоуна потрапляє рідкісна ікона, яку викрали. Він стає підозрюваним і змушений утікати від московської міліції.

## У ролях
| Актор               | Роль        |
| ------------------- | ----------- |
| Френк Вейлі         | Арчер       |
| Наталія Негода      | Олена       |
| Равіль Ісянов       | Георгій     |
| Роман Поланскі      | Курилов     |
| Ендрю Дівофф        | Дмитро      |
| Дей Янг             | Клаудія     |
| Гаррі Дітсон        | Віттьер     |
| Брайан Блессід      | Чазов       |
| Костянтин Грегорі   | Стенлі      |
| Олексій Євдокимов   | Михайло     |
| Борис Романов       | отець Петро |
| Всеволод Сафонов    | Іван        |
| Юрій Саранцев       | консьєрж    |
| Олег Анофрієв       | таксист     |
| Микола Аверюшкін    | помічник    |
| Володимир Дружніков | священик    |
| Рита Гладунко       | бабуся      |
| Ігор Клас           | Костянтин   |
| Федір Смирнов       | бандит      |
| Євген Дегтяренко    | бандит      |
| Ірина Малишева      | стюардеса   |